# 模拟人生2
《模拟人生2》是一款由Maxis开发，美国艺电（Electronic Arts，以下简称EA）发行的模拟游戏。它是《模拟人生》的续作。此版本相比前作有很大的革新。采用新的图像引擎，使得玩家在创建人物时就可以获得很多乐趣。此作引入了基因系统，使得下一代模拟人有着上一代模拟人的特性。Windows版官方发布日期为2004年9月14日，Mac OS X版的发布日期为2005年6月12日。EA并没有在北美以外的地区发行DVD版本。

## 概述
上代遊戲中的模拟市民是不會長大、不會老死，而在這一代的游戏中，人物需经历5个不同的人生时期（在《模擬市民2：夢幻大學城》中，如果人物被送往大学进修，则需经历6个不同的人生时期）：
- ：無法自由行動，需由家人或保母照顧。婴儿的需求是不可见的。
- ：需學習走路，说话，如厕。部分玩具能增進技能。
- ：如果在幼童時期沒有學到走路、说话和如厕，進入這時期時便會自動學會。這時期的人物都需要上學。
- 青少年：可找兼職工作，但仍需兼顧學業。只有這時期可進入大學。这一时期的人物可以开始恋爱。
- ：只有進入大學的人物才會進入這個時期，而且這時期都在大學渡過。
- 成年：人物無需上課，可出外工作謀生。这一时期的人物可以结婚生子
- 老年：人物可繼續工作，也可選擇退休，隨時可能死亡，死亡后会给付亲属或朋友一定抚恤金。在这一时期，女性人物将不能再生育。

家庭成员之间的关系比前作完整得很多，尤其是结婚系统及生育系统，玩家甚至可以延續一个家族的家譜。
本作的人物也引入了更佳的思想系统，他們会有欲望，玩家可以在设计人物时制订人物的终生志向，使人物终生为此而奋斗。欲望系统有6个终生欲望（另有一个隐藏的烤起司终生欲望，由失败的改变终生欲望产生），6个欲望等级，透過達成人物的欲望，欲望等級便能提升。大学资料片还加入了影响等级，朋友越多影响等级越高，人物可以利用影响值命令另一个人物執行動作，例如：寫作業、打掃和惡作劇等。而在平常生活下，人物們也有期望，無論是正面的或是負面的。
在新的系列中，人物可以通过更现实的约会和派对来结识异性。不像前作，本作人物生育需要经过一个怀孕期（大約三天），肚皮會愈來愈大，而前作仅仅是询问一下就得到下一代。而一些重大的事也会令到人物记忆深刻，例如：死亡，葬礼，初吻，初恋，学会走路，学会如厕，学会说话等等。记忆将会影响人物一生的行为。
图像引擎及房屋、人物设计引擎相比前作有着极大的提高，而且提供了极佳的设计平台。EA在主程式附送了一个名为“美體工坊”（Body Shop）的插件，及後更发布了一个可以供玩家设计壁紙以及地板圖樣的插件「夢幻屋坊」（Home Crafter）。

## 模擬市民語
所謂的「模擬市民語」即是遊戲內的人物所使用的語言。是遊戲製作團隊混合了烏克蘭語與塔加洛語所創造出來的語言。遊戲內所使用的配樂歌曲也是製作團隊與歌手、樂團合作，利用電腦將現有的歌曲轉變成由模擬市民語來演唱。

## 资料片

### 夢幻大學城
2005年3月2日发行。玩家可以把家庭中的青少年送入大學就讀，有時大學生會在宿舍裸跑，成為在大學城社區當中居住的準成人。遊戲新增了命理界、演藝界、藝術家、生物學家，四種不同的職業。只有完成了大學的人物可以選擇新職業，並且擁有額外兩個「影響力心願」格子。
資料片新增人種：殭屍。玩家對死亡的人物進行復活手續不完整時，死亡的人物就會以殭屍的姿態復活。熊人 。他會半夜摷你家的垃圾。

### 美麗夜未眠
2005年9月13日发行。遊戲內新增了「都會中心」，玩家可以將人物送往「都會中心」內進行娛樂、約會，以及參加各種聯誼活動，例如打保齡球、打牌、跳舞、上餐館吃飯等等。在這個版本中，人物可以購買自己的汽車，不一定要再藉由計程車來外出。
資料片新增人種：吸血鬼。在遊戲內，吸血鬼是以NPC的身份登場，而該NPC可藉由「咬脖子」的動作將玩家操縱的人物轉變為吸血鬼。

### 開店達人
2006年3月1日发行。遊戲內新增了「碧水村莊」。玩家可以操縱人物，購買不動產、經營店舖，甚至僱用鄰居作為員工。店舖可以開設在公共區域或是住宅內。
資料片新增人種：機器人。由工藝技能高超的人物製造。啟動之後，該機器人就成為家庭成員。機器人只靠太陽能就可以維持運作，沒有壽命的限制。

### 寵物當家
2006年10月17日發行。玩家可以飼養狗和貓作為寵物，並訓練自己的寵物來賺錢。玩家可透過責罵方式阻止寵物進行某些行為，以及透過稱讚方式來鼓勵寵物。遊戲新增了保全業、娛樂業、服務業三種不同的寵物職業，就像是模擬人的工作，寵物必須履行一些事情來贏得晉升。
資料片新增人種：狼人。模擬人被狼群的头狼咬過後就會成為狼人。企鵝。他早上有可能會偷入你家。

### 
2007年2月27日發行。遊戲中新增了四季天氣系統 — 春季時下雨和打雷、夏季的炎熱天氣使人面紅耳熱、秋季時滿地落葉、冬季時下著使人醉心的白雪，這都使玩家能享受到各個季節帶來的樂趣和真實感，此外玩家亦須注意溫度不會令到市民生病。遊戲亦新增了對應不同季節的活動元素 — 春季的花園種植系統和撲蝶、夏季的水池遊戲和捉撲螢火蟲、秋季的釣魚活動和農作物收穫、冬季的溜冰活動和搭建雪天使等。
資料片新增人種：植物人。綠色植物人來自自然的田園大地（其实是农药中毒造成的变异），只有阳光，水分，爱心这三项需求。與機器人相似的是綠色植物人可使用一盞特殊的吊燈，讓植物人的「陽光需求」得到滿足。

### 環遊世界
2007年9月4日發行。模擬市民可以探索三個各有特色的旅遊景點，包括三湖、岳水村莊及多基基島嶼，並在旅遊區裡購買度假小屋或入住酒店套房。此外還能穿戴耳環、戒指、項鍊等的飾物，以及在旅遊景點裡遇上忍者、海盜、火焰舞者、老隱士，甚至是景区扒手等的NPC人物。
資料片新增人種：大腳。用地的「守護者」。扒手。他是會在與模擬市民互動時偷去模擬市民的財物。這個扒手的名稱為討厭的江湖術士。

### 
2008年2月26日發行。模擬市民能夠發掘及享受各種的閒暇活動，例如運動、工藝、音樂、舞蹈、修車、科學探究、烹飪等，並透過這些嗜好來發展事業，實現個人的終身期望，解開秘密獎勵；或是在隱密用地上結識志同道合的新朋友。
遊戲新增了娛樂業、舞蹈業、建築業、情資業、水產科技業五種不同的職業。
資料片新增人種：精靈。他會送3個期望給你。

### 公寓生活
2008年8月22日发行，是《模擬市民2》最後一個資料片。這款資料片讓你的模擬市民踏出近郊住宅，搬入嶄新繁忙的公寓大樓！隨著他們探索周遭的新環境、出入咖啡店、造訪遊樂場、會見新朋友等，將展開一連串等著他們的冒險、樂趣和戲碼。由於在《模擬市民2：公寓生活》裡能夠控制多戶人家，模擬市民可以過著快樂融洽或是滑稽衝突的生活。
資料片新增人種：巫师（术士或女巫）。分为善良，中性，邪恶，残酷的邪恶三大阵营（邪恶均为一个阵营），不同的阵营可以施展不同的魔法，每个阵营大约有四十种魔法。巫师还可以制造各种魔药，需要到自己所属阵营的秘密会所去购买原材料。巫师还能骑着飞天扫帚四处游荡，成为重要的交通工具。早在一代的时候，魔法就是一个受欢迎的题材，相信这次EA的作品一定够震撼。

## 組合
組合是小型的資料片，但一般只為遊戲新增60件新物品，除佳节时刻会出现圣诞老人以外，沒有任何新的遊戲玩法。直至現在，美商藝電一共為模擬市民2發行了10款組合。
| 組合             | 發行日期       | 物件主題                                                                               |
| ---------------- | -------------- | -------------------------------------------------------------------------------------- |
| 佳節時刻         | 2005年11月17日 | 聖誕節、新年、萬聖節、感恩節、猶太教光明節、非洲寬札節                                 |
| 歡樂家庭組合     | 2006年4月13日  | 童話、熱帶海洋風格                                                                     |
| 時尚生活組合     | 2006年8月31日  | 豪華、女性時尚風                                                                       |
| 冬季派對組合     | 2006年11月7日  | 與《佳節時刻組合》的物品相同，並新增了20種歐亞節慶物件                                 |
| 玩樂派對組合     | 2007年4月3日   | 婚禮及生日派對                                                                         |
| H&M流行組合      | 2007年6月5日   | 由H&M設計的時尚服飾和收藏品                                                            |
| 年輕潮流組合     | 2007年11月5日  | 新的臥室裝潢風格（哥德、活潑滑板者、社會名流）、青年服飾和髮型                         |
| 廚浴美學組合     | 2008年4月15日  | 廚房和浴室內的相關裝潢和服飾                                                           |
| IKEA家具設計組合 | 2008年6月24日  | 提供多款客廳、臥房、與辦公室專用的IKEA經典家具，當然也少不了各種畫龍點睛的小型佈置物件 |
| 花園別墅組合     | 2008年11月17日 | 華麗的建築和環境美化項目加上三個新的裝飾主題（摩洛哥，裝飾藝術和第二帝國）             |

## 遊戲規則
因為模拟市民系列的遊戲型式有別於傳統的有結局遊戲，因此在網路上開始出現以玩家的遊戲過程，編寫成短篇或中長篇的故事與其他人分享。後來，有人開始設定遊戲規則讓玩家們挑戰，例如傳承10代的"傳奇"、小孩們自力成長的"被遺忘的小孩"，或黑暗殘酷的"黑寡婦"等。玩家們在玩這些挑戰時，便可以將挑戰的過程在網路上與人分享。